# Sulpicia Sempronia
La lex Sulpicia Sempronia va ser una llei romana establerta a proposta dels cònsols Publi Semproni Sop i Publi Sulpici Saverrió l'any 304 aC. Aquesta llei prohibia dedicar un temple o altar sense permís previ del senat o de la majoria dels tribuns de la plebs.